# Деливрон, Андрей Францевич
Андрей Францевич Деливрон (де Ливрон) (1796 — 27 февраля 1879, Пенза) — офицер русского военно-морского флота, капитан I ранга.

## Биография
Родился в семье офицера русского флота Франца Ивановича Деливрона.
В 1817–1819 гг. участвовал в кругосветном плавании на шлюпе «Камчатка» под командованием В.М.Головнина.
Служил в Российско-Американской Компании, затем в Ревеле, где у него родился сын Рудольф Андреевич Деливрон - участник Синопского сражения и герой Севастопольской обороны.
Участвовал в русско-турецкой войне 1828—1829 гг..
В 1831 г. командовал сводным флотским экипажем, осуществлявшим строительство доков в Севастополе. 1 октября 1833 года награжден орденом Св. Станислава IV степени.
В 1834 г. - командир транспорта «Кит».
В 1855 г. оставил службу и поселился в городе Пензе.